# Wolfgang Zuckschwerdt
Wolfgang Zuckschwerdt (* 5. Mai 1949 in Brandenburg an der Havel) ist ein deutscher Judoka, Sumōtrainer und Sportfunktionär. Er ist Polizeioberkommissar i. R.

## Biographie
Mit 15 Jahren kam Zuckschwerdt zum Judo. In dieser Sportart erlangte er gemeinsam mit seinem Bruder Detlev schnell Meister- oder Dan-Grade und vertrat die DDR bald erfolgreich bei internationalen Turnieren. Beim SC Dynamo Hoppegarten wurde er von Gert Schneider und Karl Nitz trainiert und profitierte in seiner Entwicklung auch vom Können seiner Trainingspartner Klaus Hennig und Uwe Stock. Von 1969 bis 1977 errang Zuckschwerdt insgesamt sieben DDR-Meistertitel. Danach war Zuckschwerdt als Judo-Trainer beim SC Dynamo Hoppegarten und später auch bei der PSG Dynamo Brandenburg Mitte aktiv.
Wolfgang Zuckschwerdt ist Träger des 7. Dan (Nanadan) im Judo und des 5. Dan (Godan) im Sumō. Er ist Geschäftsführer des Deutschen Sumō-Bundes, dem bei der European Federation Sumō akkreditierten deutschen Sumō-Verband.
Wolfgang Zuckschwerdt lebt im brandenburgischen Schenkenberg (Gemeinde Groß Kreutz (Havel)) und ist seit 2006 mit Sandra Köppen-Zuckschwerdt (* 1975) verheiratet. Sie sind Eltern der Tochter Marie-Luis Zuckschwerdt (* 2005), die ebenso wie ihre Eltern Sumō-Sportlerin ist und 2018 erstmals an der Sumō-Weltmeisterschaft teilnahm; 2019 wurde sie bei der Sumo-Kadett-Europameisterschaft zweifache Europameisterin (U 14).

## Erfolge
Folgende Erfolge konnte Zuckschwerdt als aktiver Judoka des Deutschen Judo-Verbandes bei internationalen Turnieren für die DDR erzielen. Bei den Judo-Weltmeisterschaften 1973 errangen er und Klaus Glahn die Bronzemedaille. Auch bei den Judo-Europameisterschaften 1973 in Madrid, 1974 in London und 1977 in Ludwigshafen am Rhein belegte er jeweils den dritten Platz. Die Bronzemedaillen erkämpfte Zuckschwerdt ausschließlich in der Offenen Klasse, ebenso wie seine Silbermedaille bei den Judo-Europameisterschaften der Männer 1975 in Lyon.
Zuckschwerdt zählte zum Olympiakader der DDR. Jedoch verpasste er die Teilnahme an den Olympischen Spielen 1972 in München aufgrund einer Knieverletzung. Auch die Teilnahme an den Olympischen Spielen 1976 in Montreal war nicht möglich, weil er knapp einen Medaillenrang bei einer vorher angesetzten Europameisterschaft und damit die Qualifikation verfehlte. Da er 1978 aus dem aktiven Sport ausschied, entfiel die Nominierung für die Olympischen Spiele 1980 in Moskau.

## Tätigkeiten nach dem Ausscheiden aus dem aktiven Sport
Nach der Deutschen Wiedervereinigung 1990 half Zuckschwerdt an maßgeblicher Stelle gemeinsam mit Henry Hempel und Hubert Sturm, die Judo-Sportstrukturen der DDR in Brandenburg in jene der Bundesrepublik zu überführen. So bekleidete der Mitbegründer des Brandenburgischen Judo Verbandes in dessen Vorstand bis zum 15. Januar 2006 die Position eines Vizepräsidenten und Referenten für Frauen im Judo. Für sein Engagement wurde er nach dem Ausscheiden aus der Vorstandstätigkeit mit der Verdienstnadel des Landessportbundes Brandenburg in Bronze ausgezeichnet.
Derzeit fungiert Zuckschwerdt nicht nur als Geschäftsführer des Deutschen Sumo-Bundes, sondern auch als Geschäftsführer des Brandenburgischen SUMO-Verbandes im Landessportbund Brandenburg.
Gegenwärtig trainiert Zuckschwerdt in der Brandenburger PSG Dynamo-Mitte, Abteilung PKJL, Kinder, Jugendliche und erwachsene Judoka und Sumotori und organisiert Turniere von regionalen bis zu internationalen Wettkämpfen, so die für den Oktober 2016 an Brandenburg an der Havel vergebene Kadetten-Europameisterschaft im Sumō.